# Old Star
 (janvier 2020).
Si vous disposez d'ouvrages ou d'articles de référence ou si vous connaissez des sites web de qualité traitant du thème abordé ici, merci de compléter l'article en donnant les références utiles à sa vérifiabilité et en les liant à la section « Notes et références ».
Albums de Darkthrone
Arctic Thunder
(2016)
Old Star est le dix-septième album studio du groupe norvégien Darkthrone.

## Liste des morceaux
| 1.    | I Muffle Your Inner Choir  | Nocturno Culto | 6:26 |
| 2.    | The Hardship of the Scots  | Fenriz         | 7:36 |
| 3.    | Old Star                   | Nocturno Culto | 4:28 |
| 4.    | Alp Man                    | Fenriz         | 5:27 |
| 5.    | Duke of Gloat              | Nocturno Culto | 6:49 |
| 6.    | The Key Is Inside the Wall | Fenriz         | 7:24 |
| 38:10 |                            |                |      |

## Musiciens
- Nocturno Culto – chant, guitare, basse
- Fenriz – batterie, guitare, basse, paroles